# Givova
Givova é uma empresa de material esportivo fundada em 2008, na cidade de Scafati, Itália por Giovanni Acanfora, após uma separação da Legea.

## Fornecimento e patrocínio

### Basquete

#### Clubes
- Mens Sana 1871 Basket
- Azzurro Napoli Basket
- Scafati Basket
- Basket Nord Barese

### Futebol

#### Seleções
- Malta

#### Clubes
Albânia
- KS Apolonia
- KF Elbasani
- KF Vllaznia Shkodër

Arábia Saudita
- Al-Batin

Argentina
- Acasusso
- Gimnasia y Esgrima La Plata
- Instituto
- Unión

Bósnia e Herzegovina
- FK Velež Mostar

Chipre
- APEP
- PAEEK

Espanha
- Córdoba

Grécia
- Iraklis
- Panetolikos
- Veroia

Hungria
- Erőd FC
- Lombard-Pápa TFC
- Nyíregyháza Spartacus
- Pécsi MFC

Israel
- Bnei Sakhnin F.C.

Itália
- Aurora Pro Patria 1919
- Avellino
- Carpi
- Cavese
- Chievo Verona
- Fidelis Andria
- Fondi
- Gela Juveterranova
- Ischia Isolaverde
- Latina Calcio
- Mantova
- Massese Calcio
- Matera Calcio
- Messina
- Paganese Calcio 1926
- Torres

Irã
- Saipa

Jordânia
- Al-Faisaly
- Al-Ahli SC
- Al-Wehdat

Kosovo
- Drita

Kuwait
- Al-Jahra SC
- Al-Sulaibikhat SC
- Al-Sahel SC
- Qadsia SC
- Burgan SC

Lituânia
- FK Tauras

Macedônia do Norte
- FK Pelister

Malta
- Żurrieq F.C.

Montenegro
- FK Lovćen
- FK Mladost Podgorica

País de Gales
- Newtown F.C.

Polinésia Francesa
- AS Vénus

Portugal
- Atlético

San Marino
- San Marino Calcio
- Folgore
- Pennarossa

Sérvia
- Napredak Kruševac

### Futsal

#### Clubes
- Gibraltar Scorpions FC
- Acireale Calcio a 5
- Catania F.C. Librino Calcio a 5

### Vôlei

#### Clubes
- Polisportiva Antares Sala Consilina
- Pallavolo Molfetta
- ASD Volley Scafati
- Volley Tricolore Reggio Emilia

### Equipes de Caridade
- Nazionale Italiana Cantanti
- Nazionale Italiana Magistrati
- Telethon Team
- A.S. Star Team For Children